# Dipsas catesbyi
Dipsas catesbyi este o specie de șerpi din genul Dipsas, familia Colubridae, descrisă de Sentzen 1796. A fost clasificată de IUCN ca specie cu risc scăzut. Conform Catalogue of Life specia Dipsas catesbyi nu are subspecii cunoscute.